# ترتیب اولویت در ایالات متحده آمریکا
ترتیب اولویت در ایالات متحده آمریکا فهرست ترتیب تشریفات مقامات داخلی و خارجی در رخدادهای دیپلماتیک، تشریفاتی و اجتماعی در آمریکا و خارج است. این ترتیب منعکس کنندهٔ خط جانشینی ریاست جمهوری ایالات متحده آمریکا یا جایگاه برابر سه قوه بر اساس قانون اساسی ایالات متحده آمریکا نیست.

## جزئیات به تاریخ ۲۹ آوریل ۲۰۱۸
1. رئیس‌جمهور ایالات متحده آمریکا (دونالد ترامپ)
2. معاون رئیس‌جمهور ایالات متحده آمریکا (مایک پنس)
3. فرماندار (ایالت یا قلمرویی که رخداد در آن به وقوع می‌پیوندد)
4. رئیس مجلس نمایندگان ایالات متحده آمریکا (پال رایان)
5. قاضی ارشد ایالات متحده آمریکا (جان رابرتس)
6. روسای جمهور سابق به ترتیب:
  1. جیمی کارتر (۲۰ ژانویه ۱۹۷۷ – ۲۰ ژانویه ۱۹۸۱)
  2. جرج ایچ دابلیو بوش (۲۰ ژانویه ۱۹۸۹ – ۲۰ ژانویه ۱۹۹۳)
  3. بیل کلینتون (۲۰ ژانویه ۱۹۹۳ – ۲۰ ژانویه ۲۰۰۱)
  4. جرج دابلیو بوش (۲۰ ژانویه ۲۰۰۱ – ۲۰ ژانویه ۲۰۰۹)
  5. باراک اوباما (۲۰ ژانویه ۲۰۰۹ – ۲۰ ژانویه ۲۰۱۷)
7. معاونان سابق رئیس‌جمهور
  1. والتر ماندیل (۲۰ ژانویه ۱۹۷۷ – ۲۰ ژانویه ۱۹۸۱)
  2. دن کویل (۲۰ ژانویه ۱۹۸۹ – ۲۰ ژانویه ۱۹۹۳)
  3. ال گور (۲۰ ژانویه ۱۹۹۳ – ۲۰ ژانویه ۲۰۰۱)
  4. دیک چینی (۲۰ ژانویه ۲۰۰۱ – ۲۰ ژانویه ۲۰۰۹)
  5. جو بایدن (۲۰ ژانویه ۲۰۰۹ – ۲۰ ژانویه ۲۰۱۷)
8. سفرای ایالات متحده آمریکا (در محل مأموریتشان)
9. وزیر امور خارجه ایالات متحده آمریکا (مایک پومپئو)
10. قضات دیوان عالی به ترتیب:
  1. آنتونی کندی (۱۸ فوریه ۱۹۸۸)
  2. کلارنس توماس (۱۸ اکتبر ۱۹۹۱)
  3. روث بیدر گینزبرگ (۱۰ اوت ۱۹۹۳)
  4. استیون برایر (۳ اوت ۱۹۹۴)
  5. ساموئل آلیتو (۳۱ ژانویه ۲۰۰۶)
  6. سونیا سوتومایور (۸ اوت ۲۰۰۹)
  7. الینا کیگن (۷ اوت ۲۰۱۰)
  8. نیل گرساچ (۸ آوریل ۲۰۱۷)
11. قضات بازنشسته دیوان عالی
  1. جان پال استیونز (۱۹ دسامبر ۱۹۷۵ – ۲۹ ژوئن ۲۰۱۰)
  2. سندرا دی اوکانر (۲۵ سپتامبر ۱۹۸۱ – ۳۱ ژانویه ۲۰۰۶)
  3. دیوید سوتر (۹ اکتبر ۱۹۹۰ – ۲۹ ژوئن ۲۰۰۹)
12. اعضای کابینه ایالات متحده آمریکا:
  1. وزیر خزانه‌داری ایالات متحده آمریکا (استیون منوچین)
  2. وزیر دفاع ایالات متحده آمریکا (جیمز متیس)
  3. دادستان کل ایالات متحده آمریکا (جف سشنز)
  4. وزیر کشور ایالات متحده آمریکا (راین زینکی)
  5. وزیر کشاورزی ایالات متحده آمریکا (سانی پردو)
  6. وزیر بازرگانی ایالات متحده آمریکا (ویلبر راس)
  7. وزیر کار ایالات متحده آمریکا (الکسندر اکوستا)
  8. وزیر بهداشت و خدمات انسانی ایالات متحده آمریکا (الکس ایزار)
  9. وزیر مسکن و توسعه شهری ایالات متحده آمریکا (بن کارسون)
  10. وزیر ترابری ایالات متحده آمریکا (ایلین چاو)
  11. وزیر انرژی ایالات متحده آمریکا (ریک پری)
  12. وزیر آموزش ایالات متحده آمریکا (بتسی دواس)
  13. Secretary of Veterans Affairs (Robert Wilkie) (Acting)
  14. وزیر امنیت میهن ایالات متحده آمریکا (کرستن نیلسن)
  15. رئیس ستاد کارکنان کاخ سفید (جان اف. کلی)
  16. مسوول سازمان محیط زیست (اسکات پروئت)
  17. اداره‌کننده اداره مدیریت و بودجه (میک مولوینی)
  18. دفتر نماینده تجاری ایالات متحده آمریکا (Robert Lighthizer)
  19. سفیر ایالات متحده آمریکا در سازمان ملل متحد (نیکی هیلی)
  20. Administrator of the Small Business Administration (لیندا مک‌من)
  21. اداره‌کننده اطلاعات ملی (دن کوتس)
  22. اداره‌کننده سازمان اطلاعات مرکزی (جینا هسپل) (Acting)
13. رئیس موقت سنای ایالات متحده آمریکا (اورین هچ)
14. رهبران حزبی سنای ایالات متحده آمریکا (میچ مکانل)
15. رهبران حزبی سنای ایالات متحده آمریکا (چاک شومر)
16. رهبران حزبی سنای ایالات متحده آمریکا (جان کورنین)
17. رهبران حزبی سنای ایالات متحده آمریکا (دیک دربین)
18. فرمانداران کنونی :
  1. Governor of Delaware (جان کارنی)
  2. Governor of Pennsylvania (تام ولف)
  3. Governor of New Jersey (Phil Murphy)
  4. Governor of Georgia (ناتان دیل)
  5. Governor of Connecticut (دن مالوی)
  6. Governor of Massachusetts (چارلی بیکر)
  7. Governor of Maryland (لری هوگن)
  8. Governor of South Carolina (هنری مک‌مستر)
  9. Governor of New Hampshire (Chris Sununu)
  10. Governor of Virginia (Ralph Northam)
  11. فهرست فرمانداران نیویورک (اندرو کوئومو)
  12. Governor of North Carolina (روی کوپر)
  13. Governor of Rhode Island (جینا ریموندو)
  14. Governor of Vermont (فیل اسکات)
  15. Governor of Kentucky (مت بوین)
  16. Governor of Tennessee (بیل هاسلم)
  17. Governor of Ohio (جان کیسیک)
  18. Governor of Louisiana (جان بل ادواردز)
  19. Governor of Indiana (Eric Holcomb)
  20. Governor of Mississippi (فیل براینت)
  21. Governor of Illinois (بروس رانر)
  22. Governor of Alabama (کی آیوی)
  23. Governor of Maine (پال لوپیج)
  24. Governor of Missouri (اریک گریتنز)
  25. Governor of Arkansas (ایسا هاچینسن)
  26. Governor of Michigan (ریک اسنایدر)
  27. Governor of Florida (ریک اسکات)
  28. Governor of Texas (گرگ ابت)
  29. Governor of Iowa (کیم رینولدز)
  30. Governor of Wisconsin (اسکات واکر)
  31. فهرست فرمانداران ایالت کالیفرنیا (جری براون)
  32. Governor of Minnesota (مارک دیتون)
  33. Governor of Oregon (کیت براون)
  34. Governor of Kansas (Jeff Colyer)
  35. Governor of West Virginia (جیم جاستیس)
  36. Governor of Nevada (برایان سندووال)
  37. Governor of Nebraska (پیت ریکتس)
  38. Governor of Colorado (جان هیکنلوپر)
  39. Governor of North Dakota (Doug Burgum)
  40. Governor of South Dakota (دنیس دوگارد)
  41. Governor of Montana (استیو بولاک)
  42. Governor of Washington (جی اینسلی)
  43. Governor of Idaho (بوچ کسیدی اوتر)
  44. Governor of Wyoming (مت مید)
  45. Governor of Utah (گری هربرت)
  46. Governor of Oklahoma (مری فالین)
  47. Governor of New Mexico (سوزانا مارتینز)
  48. Governor of Arizona (داگ دوسی)
  49. Governor of Alaska (بیل واکر)
  50. Governor of Hawaii (دیوید ایگی)
19. House Majority Leader (کوین مک‌کارتی)
20. House Minority Leader (نانسی پلوسی)
21. House Majority Whip (استیو اسکالیس)
22. House Minority Whip (ستنی هویر)